# عقيرباء إيطالية
عقيرباء إيطالية (الاسم العلمي: Euscorpius italicus) هي نوع من العنكبوتيات يتبع جنس العقيرباء من الفصيلة العقيربية.